# Gare de Cercottes
Gare de Cercottes – przystanek kolejowy w Cercottes, w departamencie Loiret, w Regionie Centralnym, we Francji.
Jest przystankiem Société nationale des chemins de fer français (SNCF), obsługiwanym przez pociągi TER Centre.

## Położenie
Znajduje się na km 112,081 linii Paryż – Bordeaux, pomiędzy stacjami Chevilly i Les Aubrais - Orléans, na wysokości 124 m n.p.m.

## Linie kolejowe
- Paryż – Bordeaux